# Licuala micrantha
Licuala micrantha är en enhjärtbladig växtart som beskrevs av Odoardo Beccari. Licuala micrantha ingår i släktet Licuala och familjen Arecaceae. Inga underarter finns listade i Catalogue of Life.